# Ікко-ікки
Ікко-іккі (яп. 一向一揆, кириліз.: Ікко: -іккі, дос. «Повстання прямодушних») — монахи-воїни в середньовічній Японії періоду Сенгоку, послідовники буддійської секти Дзьодо-сінсю, керівником якої був настоятель Ренньо. Відомі як організатори серії потужних повстань, що тривали з 1488 по 1582.

## Історія
Спочатку Ікко-іккі являли собою розрізнену і неорганізовану масу послідовників вчення Ренньо, що складалася в основному з селян, ченців, синтоїстських священників і дрібних самураїв. Вони збиралися в провінції Етідзен, в місці, званому Йосідзакі (нині місто Авара в префектурі Фукуї), де Ренньо вибудував свою резиденцію і храм (до теперішнього часу не зберігся). Темпи концентрації послідовників навколо Ренньо були досить швидкими — через два роки після того, як він прийшов у Йосідзакі, там виросло селище із сотні будинків. Прихильники секти були вельми войовничі та фанатичні, проте на початкових стадіях формування зберігали значну демократичність в управлінні. Їх духовний лідер Ренньо, попри роль ідейного натхненника секти, аж ніяк не підтримував агресивні настрої своїх послідовників і був переконаний, що озброєні опору і битви до останньої краплі крові можливі тільки як крайній захід, у разі, якщо самій школі Дзьодо-сінсю загрожує небезпека. Однак, прихильниками його вчення ставало все більше дрібних самураїв, які бачили в секті військову силу, здатну послужити їх власним інтересам.

### Захоплення провінції Каґа
У 1474 році між представниками сьогуна (сюго) в провінції Каґа, сусідами з Етідзен, почалося відкрите протистояння. Тогасі Масатіка, номінальний сюго, влаштував змову проти свого молодшого брата Котійо, що контролював північну частину провінції. Масатіка щедрими обіцянками прихилив на свій бік Ікко-іккі, однак Котійо, почувши про змову, завдав удар по їх базі в Йосідзакі. Ікко-іккі, фанатично борючись, не тільки прогнали Котійо, але і напали на його замок. Котійо був переможений, Масатіка прийшов до влади, але виконувати обіцянки не поспішав. Іккі збунтувалися, проте бунт був придушений, і вони бігли на північ, в провінцію Еттю. В цей час якийсь Сімоцума Ренс, самурай і радник Ренньо, вирішив від його імені закликати Ікко-іккі до зброї. Слідуючи вказівкам Сімоцуми, Ікко-ікки вдруге підняли повстання, але марно. З усім тим, про повне їх заспокоєнні мови не йшло.
Удача перейшла на сторону Ікко-іккі в 1488 році, коли тримав їх в покорі Тогасі Масатіка за вказівкою сьогуна відправився в віддалену провінцію Омі втихомирювати повсталого даймьо Роккаку Такайорі. Ікко-іккі негайно скористалися нагодою і напали на слабо захищений замок Тогасі. Той поспішно повернувся з походу, проте Ікко-іккі, налічували, за деякими даними, до 200 тисяч осіб, і васали самого Тогасі, що перейшли на сторону бунтарів, спалили замок. Тогасі вчинив самогубство, щоб не потрапити їм до рук.
Вважається, що Ікко-іккі, знищивши законного правителя, самі захопили владу над провінцією Каґа і правили нею наступні 100 років, являючи собою зразок унікального для Японії «народовладдя», однак ця оцінка невірна. Реальним правителем Кагі замість загиблого Масатікі став його дядько Тогасі Ясутака, якого Ікко-іккі терпіли, і який вів воєнні дії у власних інтересах, а не в інтересах Ікко-іккі. Верховні влади визнавали Ясутака як сюго аж до його смерті в 1504 році, а після цього на посаду сюго заступив його син Танеясу. Та все ж, влада, судячи з історичними документами, перебувала в сумніві, чи варто визнавати Танеясу правителем, і після 1521 прийнялися посилати всю офіційну кореспонденцію, що стосується Кагі, главам секти Дзьодо-сінсю в храмі Ісіяма Хонґандзі поруч з Кіото. В 1531 році Танеясу остаточно втратив свою управлінську посаду в результаті громадянської війни між фракціями Ікко-іккі. У війні фракцій перемогли монахи храму Хонґандзі, які й стали керівною політичною силою в провінції Каґа.

### Подальші успіхи та перші поразки

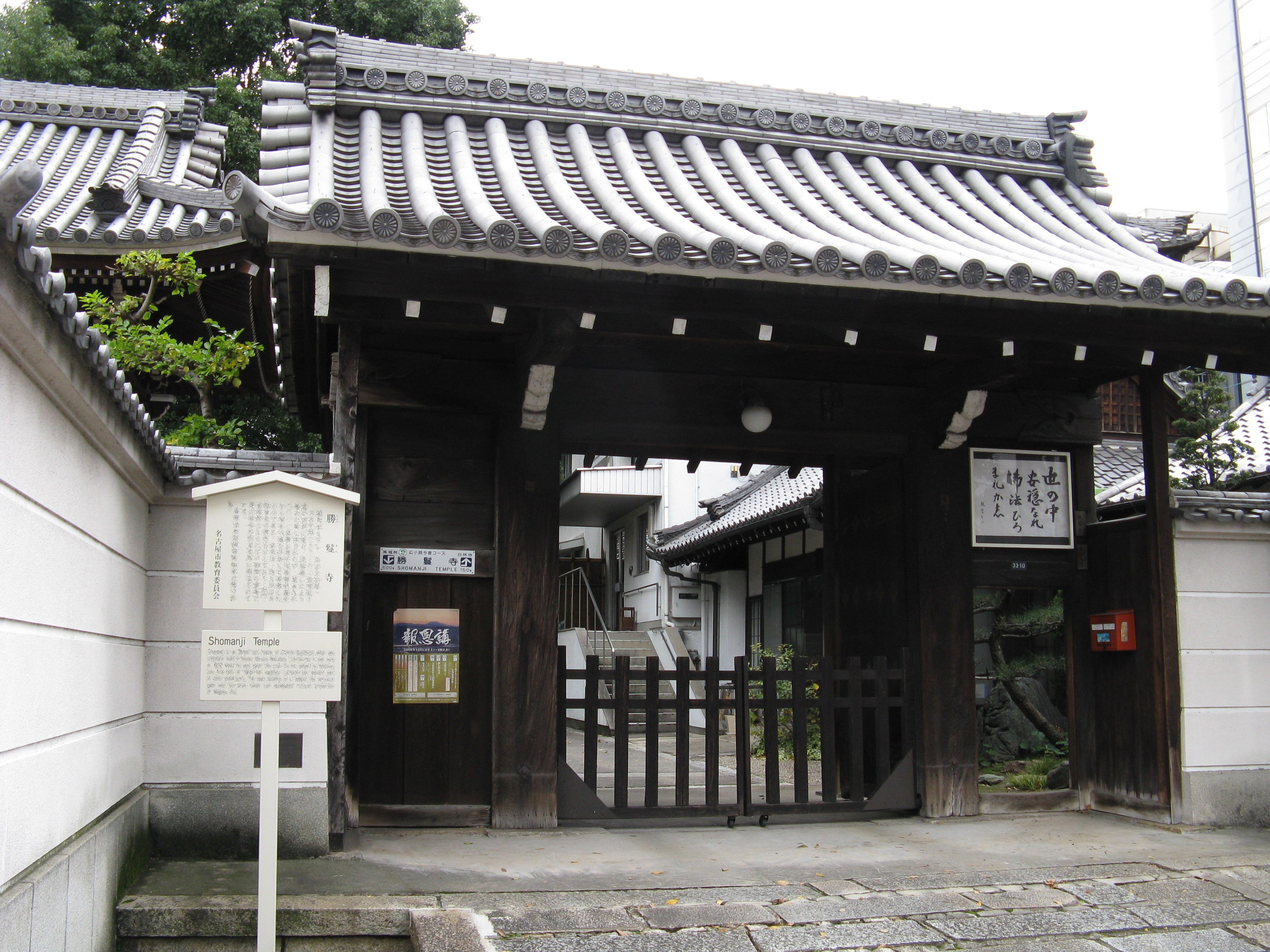
Сучасний вигляд храму Сьомандзі

Після свого зміцнення в Каге Ікко-іккі продовжували агресивну політику і нападали на володіння «північного тигра» Уесуґі Кенсін⁣ та в провінції Етіґо і на території роду Асакура в південній провінції Етідзен, проте серйозних успіхів ні там, ні там не домоглися. Дещо більшими виявилися їхні досягнення в Кіото, де вони, використовуючи як базу свій храм Ямасіна Мідо, зробили кілька атак на сусідні храми інших релігійних сект: від набігів Ікко-іккі постраждали храм Кемпондзі школи Нітірен в місті Сакаї, Кофуку-дзі школи Хосс[що?] і синтоїстське святилище Касуга-Тайся в Нарі. Напади викликали лють серед послідовників Нітірен, з яких у великій мірі складався середній клас тодішнього Кіото, і вони помстилися Ікко-іккі: в 1532 році даймьо Хосокава Харумото і Роккаку Садайорі зі своїми самураями й городянами, що підтримували їх, зруйнували храм Ямасіна Мідо.

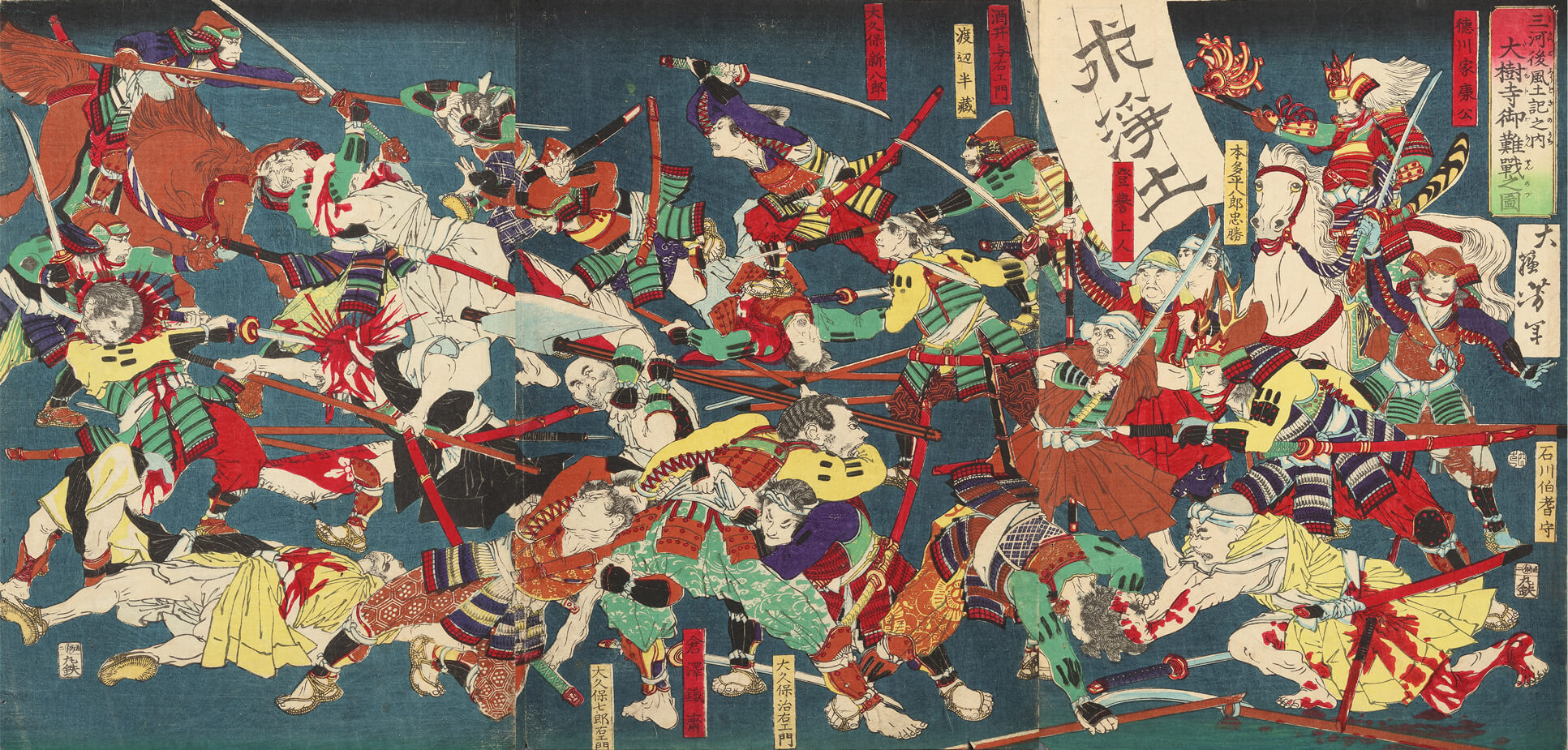
Битва при Адзукідзаке

Наперекір цій невдачі, до середини 16 століття Ікко-іккі закріпилися на інших територіях: вони вибудували храм Ісіяма Хонґандзі на місці сучасної Осаки, відбили у даймьо Іто Сігехару його замок, розташований близько Нагої, і прибудували до цього замку розгалужену мережу укріплень, відомих під загальною назвою Нагасіма, а також утвердилися в декількох храмах провінції Мікава, зокрема, Сьоман-дзі, Дзьогу-дзі та Хонсу-дзі. Таке посилення не могло не стурбувати великих самурайських полководців, що билися за владу в країні, оскільки Ікко-іккі володіли не тільки військовим, а й великим економічним потенціалом. Особливо неспокійно було Токугаві Іеясу, оскільки Іккі влаштувалися прямо в його родовій провінції Мікава: він побоювався, що його може спіткати доля правителя Кагі, і до того ж Іккі пручалися (у тому числі із застосуванням зброї) спробам Токуґави обкласти їх монастирі податками. Внаслідок цього в 1564 році між Токугава й Ікко-іккі відбулася  битва при Адзукідзаке. Токугаві допомагали монахи-воїни секти Дзьодо, що належали до храму Дайдзю-дзі, а крім того, багато самураї з числа Ікко-іккі під час битви перейшли на сторону Токугави. Все це призвело до поразки Ікко-іккі, однак до остаточного їх утихомирення було ще далеко.

### Кінець руху
Захід руху Ікко-іккі розпочався з посиленням Оди Нобунаґи, вельми жорстокого даймьо, якому Іккі сильно заважали в завойовницьких кампаніях. Сповнений рішучості розтрощити їх, Нобунага почав з облоги фортеці Нагасіма в 1571 році. Облога не увінчалася успіхом, і Нобунага зірвав злість на монахах храму Енряку-дзі, які підтримували Ікко-іккі: його воїни піднялися на гору Хієй, де був розташований храм, вбиваючи всіх, хто попадався по шляху, і спалюючи споруди. Під Нагасіму Нобунаґа повертався ще два рази, поки нарешті в 1574 році не зміг відрізати ченців, які зачинились там, від постачання. Нагасіма була спалена разом з 20 тисячами захисників. Паралельно Нобунаґа вів облогу храму Ісіяма Хонґандзі, яка тривала з 1570 по 1580 рік з перемінним успіхом, але врешті-решт закінчилася поразкою Ікко-іккі. Нобунаґа помилував багатьох захисників фортеці, однак спалив їхній храм дотла. Після втрати такої важливої бази Ікко-іккі не змогли оговтатися і перестали відігравати скільки-небудь значну роль в розкладі сил середньовічної Японії.